# Mesoniscus graniger
Mesoniscus graniger là một loài chân đều trong họ Mesoniscidae. Loài này được Frivaldsky miêu tả khoa học năm 1865.